# Кубеляс
Кубе́ляс (кат. Cubelles, вимова літературною каталанською [ku'beʎəs]) — муніципалітет, розташований в Автономній області Каталонія, в Іспанії. Код муніципалітету за номенклатурою Інституту статистики Каталонії — 80749. Знаходиться у районі (кумарці) Ґарраф (коди району — 17 та GF) провінції Барселона, згідно з новою адміністративною реформою перебуватиме у складі баґарії (округи) Барселона.